# Barry Maister
Barry John Maister (ur. 6 czerwca 1948 w Christchurch) – nowozelandzki hokeista na trawie. Złoty medalista olimpijski z Montrealu.
Zawody w 1976 były jego trzecimi igrzyskami olimpijskimi. Debiutował w 1968, brał także udział w turnieju w 1972. Łącznie rozegrał 23 spotkania (7 goli). W składzie zwycięskiej drużyny był także jego brat Selwyn. Uznanymi nowozelandzkimi hokeistami byli również inni członkowie ich rodziny.